# Devade longa
Espèce
Devade longa est une espèce d'araignées aranéomorphes de la famille des Argyronetidae.

## Distribution
Cette espèce est endémique du Xinjiang en Chine,. Elle se rencontre vers Bole.

## Description
Le mâle holotype mesure 5,21 mm et la femelle paratype 6,04 mm.

## Systématique et taxinomie
Cette espèce a été décrite par Wang, Yang, Marusik et Zhang en 2025.

## Publication originale
- Wang, Yang, Marusik & Zhang, 2025 : « Review of the spider genus Devade Simon, 1885 (Araneae: Dictynidae) from China. » European Journal of Taxonomy, vol. 989, p. 289-310 (texte intégral).